# Gallai Tibor
Gallai Tibor (eredeti nevén: Grünwald Tibor) (Budapest, 1912. július 15. – Budapest, 1992. január 2.) magyar matematikus, az MTA levelező tagja.

## Életpályája
Doktori fokozatát a Budapesti Műszaki Egyetemen szerezte. Témavezetője Kőnig Dénes volt. Középiskolai tanára volt Rényi Katónak és T. Sós Verának. Tanítványa volt Lovász László és Pósa Lajos is. A matematikai tudományok doktora (1988), az MTA levelező tagja (1991).
Kombinatorikával, gráfelmélettel foglalkozott. Gráfok faktoraira vonatkozó struktúratételt igazolt. Dilworth-tól függetlenül, sőt előbb bebizonyította a Dilworth-tételt. Bebizonyította, hogy ha egy véges irányított gráfban minden független halmaznak legfeljebb k eleme van, akkor a gráf lefedhető k irányított úttal. Igazolta a van der Waerden-tétel többdimenziós általánosítását. Erdős Pállal való barátsága az Anonymus-csoportban kezdődött és életük végéig tartott. Nem meglepő tehát, hogy Erdős-száma 1.

## Kitüntetései
- Kossuth-díj (1956)
- Szele Tibor-emlékérem (1972)